# Roger Piantoni
Roger Piantoni, född 26 december 1931 i Étain i Meuse, död 26 maj 2018 i Nancy, var en fransk  fotbollsspelare. Under sin karriär spelade han främst med FC Nancy och Reims. Med Reims vann han tre ligatitlar och var dessutom i final av Europacupen 1959, där Reims förlorade med 2-0 mot Real Madrid. Piantoni spelade även 37 landskamper för Frankrikes landslag och var med och vann brons i VM 1958.

## Meriter
Reims
- Ligue 1: 1958, 1960, 1962
- Coupe de France: 1958

Frankrike
- VM-brons: 1958